# Коулвил
Коулвил (на английски: Coalville) е град в окръг Съмит, щата Юта, САЩ. Коулвил е с население от 1382 жители (2000) и обща площ от 8,4 km². Намира се на 1700 m надморска височина. ЗИП кодът му е 84017, а телефонният му код е 435.